# Асоцијална личност
Асоцијална личност је особа која се не придржава друштвених правила, обичаја, прописа и општеприхваћених конвенција понашања. Асоцијалну личност треба разликовати од антисоцијалне личности.
Асоцијалност није нужно перципирана као потпуно негативна особина од стране друштва, пошто је асоцијалност коришћена као начин да се изрази неслагање са преовлађујућим идејама. Сматра се пожељном особином у неколико мистичних и монашких традиција, посебно у хиндуизму, џаинизму, римокатолицизму, православном хришћанству, будизму.

## Интровертност
Интровертност је „стање или склоност ка потпуном или претежном занимању и интересовању за сопствени ментални живот“. Неки популарни писци окарактерисали су интроверте као људе чија енергија има тенденцију да се шири кроз рефлексију и смањује током интеракције.

## У људској еволуцији и антропологији
Научна истраживања сугеришу да асоцијалне особине у људском понашању, личности и спознаји могу имати неколико корисних еволуционих предности: Интровертне, повучене особине могу заштитити појединца од импулсивних и опасних друштвених ситуација због смањене импулсивности и награде. Предности честе добровољне изолације подстичу креативност и могу дати људима времена да размишљају, раде и лакше виде корисне обрасце.
Истраживања указују на друштвене и аналитичке функције мозга које се међусобно искључују. Имајући ово на уму, истраживачи тврде да су људи који су посвећивали мање времена или интересовања социјализацији чешће користили аналитички део мозга и стога су често били одговорни за осмишљавање стратегија лова, креирање алата и уочавање корисних образаца у окружењу уопште за своје безбедност и безбедност групе.
Потврђено је да су имитација и учење по моделу потенцијално ограничавајући и неприлагођени у животињској и људској популацији: када учење по моделу надјача лично искуство (асоцијално учење) могу се уочити негативни ефекти као што је немогућност тражења или одабира најефикаснијег начина за остварење задатка и резултирајућа нефлексибилност према променљивом окружењу. Појединци који су мање пријемчиви, мотивисани и заинтересовани за друштвеност вероватно су мање погођени информацијама или су мање осетљиви на њих и брже уочавају и реагују на промене у окружењу, док се ригидно држе сопствених запажања и да сходно томе не имитирају неприлагођено понашање кроз социјално учење. Ова понашања, укључујући дефиците у имитативном понашању, примећена су код особа са поремећајима из спектра аутизма, интровертних и у корелацији су са особинама личности неуротицизам и неслагање.
Предности оваквог понашања за појединца и њихове сроднике довели су до тога да се оно одржи у делу људске популације. Корисност за акутна чула, нова открића и критичку аналитичку мисао можда је кулминирала у очувању сумњивих генетских фактора аутизма и саме интроверзије због њихове повећане когнитивне, сензорне и аналитичке свести.

## У психопатологији

### Шизофренија
Код шизофреније, асоцијалност је један од 5 главних „негативних симптома“, а остали су аволиција, анхедонија, смањени афекти и алогија. Због недостатка жеље за успостављањем веза, социјално повлачење је уобичајено код особа са шизофренијом. Људи са шизофренијом могу искусити социјалне дефиците или дисфункцију као резултат поремећаја, што доводи до асоцијалног понашања. Честе или сталне заблуде и халуцинације могу погоршати односе и друге друштвене везе, изолујући особе са шизофренијом од стварности и у неким случајевима доводећи до бескућништва. Чак и када се лече лековима, можда неће моћи да се укључе у друштвено понашање као што је одржавање разговора, тачно уочавање емоција код других или функционисање у препуним окружењима. Било је опсежних истраживања о ефикасној употреби обуке социјалних вештина за лечење шизофреније, у амбулантним клиникама, као и у болничким јединицама. Обука социјалних вештина (ОСВ) може се користити да помогне пацијентима са шизофренијом да остваре бољи контакт очима са другим људима, повећају асертивност и побољшају своје опште вештине разговора.

### Поремећаји личности

#### Избегавајући поремећај личности
Асоцијалност је уобичајена међу људима са избегавајућим поремећајем личности. Осећају нелагодност и инхибицију у друштвеним ситуацијама, преплављени су осећањем неадекватности. Такви људи остају доследно у страху од друштвеног одбацивања, бирајући да избегавају друштвене ангажмане јер не желе да дају људима прилику да их одбаце (или евентуално, прихвате). Иако инхерентно жуде за осећањем припадности, њихов страх од критике и одбацивања наводи људе са овим поремећајем да активно избегавају прилике које захтевају друштвену интеракцију, што доводи до екстремно асоцијалних тенденција; као резултат тога, ове особе често имају потешкоћа у неговању и очувању блиских односа.
Људи са избегавајућим поремећајем личности такође могу имати социјалну фобију, с разликом што је социјална фобија страх од друштвених околности, док се избегавајући поремећај личности боље описује као аверзија према интимности у односима.

#### Шизоидни поремећај личности
Шизоидни поремећај личности карактерише недостатак интересовања за друштвене односе, склоност ка усамљеном начину живота, тајновитост, емоционална хладноћа и апатија. Погођени појединци могу истовремено показати богат и разрађен, али искључиво унутрашњи свет фантазије.
То није исто што и шизофренија, иако имају сличне карактеристике. Постоји повећана преваленција овог поремећаја у породицама са шизофренијом.

#### Шизотипски поремећај личности
Шизотипни поремећај личности карактерише потреба за социјалном изолацијом, анксиозност у друштвеним ситуацијама, чудно понашање и размишљање, и често неконвенционална уверења. Особе са овим поремећајем осећају екстремну нелагодност у одржавању блиских односа са људима, па стога често то не чине. Људи који имају овај поремећај могу показати необичне манире у разговору и облачењу и често имају потешкоћа у успостављању односа. У неким случајевима, они могу чудно реаговати у разговорима, не одговарати или разговарати сами са собом.

#### Поремећај спектра аутизма
Асоцијалност је примећена код особа којима је дијагностикован поремећај из аутистичног спектра.
Они са поремећајима из спектра могу показати дубоке асоцијалне склоности, због потешкоћа са социјализацијом и међуљудским односима. Други узроци асоцијалног понашања укључују ограничену друштвену експресивност и ниску осетљивост на  знакове у друштвеним интеракцијама, емоције и прагматичну употребу језика. Једна сугестија је да појединцима са аутизмом недостају огледални неурони који омогућавају неуротипским појединцима да опонашају понашање других.
Нека деца са поремећајима аутистичног спектра желе да буду друштвена, али не успевају да се успешно социјализују, што може довести до каснијег повлачења и асоцијалног понашања, посебно у адолесценцији.

## Поремећаји расположења

### Депресија
Асоцијалност се може приметити код особа са тежом депресивном епизодом или дистимијом, пошто појединци губе интересовање за свакодневне активности и хобије у којима су некада уживали, што може укључивати друштвене активности, што резултира друштвеним повлачењем и тенденцијама повлачења.
Обука социјалних вештина може се прилагодити лечењу депресије са фокусом на тренинг асертивности. Пацијенти са депресијом често имају користи од учења да постављају границе другима, да задовоље своје потребе и да се осећају самопоузданије у друштвеним интеракцијама. Истраживања сугеришу да пацијенти који су депресивни јер имају тенденцију да се повуку од других могу имати користи од обуке социјалних вештина тако што ће научити да повећају позитивне друштвене интеракције са другима уместо да се повлаче из друштвених интеракција.

### Социјална фобија
Асоцијално понашање се примећује код особа са социјалним анксиозним поремећајем, који доживљавају стални и ирационални страх од понижавања у друштвеним ситуацијама. Често имају нападе панике и тешку анксиозност као резултат, што повремено може довести до агорафобије. Поремећај је чест код деце и младих одраслих, дијагностикује се у просеку појединцима са 13 година.

#### Трауматска повреда мозга
Трауматске повреде мозга такође могу довести до асоцијалности и друштвеног повлачења.

## Третман

### Обука социјалних вештина
Обука социјалних вештина је ефикасна техника усмерена на свакога ко има „тешкоће у вези са другима“, уобичајени симптом стидљивости, брачних и породичних сукоба или сметњи у развоју; као и многих менталних и неуролошких поремећаја укључујући поремећаје прилагођавања, поремећаје анксиозности, поремећај пажње/хиперактивности, социјалну фобију, зависност од алкохола, депресију, биполарни поремећај, шизофренију, избегавајући поремећај личности, параноидни поремећај личности, опсесивно-компулзивни поремећај и шизотипни поремећај личности.
Срећом за људе који показују потешкоће у односу са другима, друштвене вештине се могу научити, јер оне нису само инхерентне личности или диспозиције појединца. Стога постоји нада за све који желе да унапреде своје социјалне вештине, укључујући и оне са психосоцијалним или неуролошким поремећајима. Без обзира на то, важно је напоменути да се асоцијалност и даље не може сматрати ни маном карактера ни инхерентно негативном особином.
Обука социјалних вештина укључује побољшање контакта очима, трајања говора, учесталости захтева и употребе гестова, као и смањење аутоматске усклађености са захтевима других. Показало се да обука побољшава нивое асертивности (позитивне и негативне) и код мушкараца и код жена.
Поред тога, обука се може фокусирати на вештине примања (нпр. тачно уочавање проблемских ситуација), вештине обраде (нпр. разматрање неколико алтернатива одговора) и вештине слања (давање одговарајућих вербалних и невербалних одговора).

### Метакогнитивна интерперсонална терапија
Метакогнитивна интерперсонална терапија је метод лечења и унапређења социјалних вештина особа са поремећајима личности који су повезани са асоцијалношћу. Кроз метакогнитивну интерперсоналну терапију, лекари настоје да побољшају метакогницију својих пацијената, што значи способност да препознају и читају своја ментална стања. Терапија се разликује од обуке социјалних вештина по томе што је пацијент обучен да идентификује сопствене мисли и осећања као средство за препознавање сличних емоција код других. Показало се да метакогнитивна интерперсонална терапија побољшава интерперсоналне вештине и вештине доношења одлука подстичући свест о потиснутим унутрашњим стањима, што омогућава пацијентима да се боље односе са другим људима у друштвеном окружењу.
Терапија се често користи за лечење пацијената са два или више истовремених поремећаја личности, обично опсесивно-компулзивно и избегавајуће понашање.

### Механизми суочавања
Да би се изборили са асоцијалним понашањем, многи појединци, посебно они са избегавајућим поремећајем личности, развијају унутрашњи свет фантазије и маште. Асоцијални људи често могу да замишљају себе у ситуацијама када су прихваћени од стране других или су успели у некој активности. Поред тога, могу имати фантазије које се односе на сећања на рано детињство и чланове блиске породице.